# Juliano de Médici
Juliano de Médici (em italiano: Giuliano di Piero de' Medici; Florença, 28 de outubro de 1453 – Florença, 26 de abril de 1478) foi um mecenas e político italiano. Tornou-se co-regente de Florença com seu irmão Lourenço de Médici, e como ele, se destacou como mecenas das artes. Foi assassinado na Conspiração dos Pazzi, no dia de Páscoa de 1478. Tendo gozado de grande popularidade durante a sua vida, graças à sua imagem de "menino dourado" bonito e atlético, a sua morte provocou ondas de choque em Florença e ajudou a cimentar a posição da família Médici na cidade.

## Biografia
Juliano foi o segundo filho de Pedro de Cosme de Médici e Lucrécia Tornabuoni e foi educado com o seu irmão, Lourenço. Após a morte de Pedro em 1469, quando Juliano tinha apenas quinze anos, este e o seu irmão foram designados "príncipes do Estado". Apesar da paixão de Juliano por arte e cultura, Lourenço queria o seu irmão ao seu lado na administração de Florença e confiava cegamente nele, ainda que os dois tivessem desentendimentos ocasionais em virtude das suas personalidades distintas.
A imagem de Juliano, o "menino dourado", alto, bonito e atlético, contrastava com a do seu irmão, Lourenço que, segundo relatos, tinha um aspecto vulgar. Juliano ganhou fama de boémio em consequência das suas várias participações em justas e amizades com artistas da época e foi bastante popular durante a sua vida. A certa altura, foi proposto que Juliano seguisse uma carreira eclesiástica, mas a ideia foi rapidamente esquecida uma vez que este preferia uma vida boémia. O poeta Angelo Poliziano descreveu Juliano como alto, de constituição forte, com olhos negros, pele e cabelo morenos. Amante de passeios, arremesso de dados, desporto e luta e, em especial, de dança, pintura, música e poesia.
No campo amoroso, houve rumores de casamento com um membro da família Correr para cimentar uma aliança com Veneza, mas tal não chegou a acontecer. Mais tarde surgiram rumores de que Juliano procurava uma união com a filha do Marquês de Mântua depois de este ter visitado a cidade. Em 1475, o seu irmão Lourenço queria que ele se casasse com a filha da família Borromeo, mas Juliano opôs-se por considerar inapropriado casar-se com a filha de um comerciante, ainda que este fosse rico e tivesse raízes em Florença. Em 1476, foi-lhe proposto um casamento com uma sobrinha de Girolamo Riario, um sobrinho poderoso do Papa Sisto IV, mas esta união também não se concretizou. Em 1477, foi finalmente finalizado um acordo de casamento quando Juliano decidiu casar-se com Semiramide, irmã de Jacopo IV Appiano, senhor de Piombino. No entanto, o casamento não chegou a realizar-se uma vez que Juliano foi morto no ano seguinte.
O verdadeiro amor de Juliano foi Fioretta Gorini, filha do professor universitário Antonio Gorini, com quem teve um filho ilegítimo, Giulio de Medici, que nasceu um mês depois da morte do pai. Giulio foi criado pelo padrinho, o arquiteto Antonio da Sangallo e pelo tio, Lourenço de Médici e tornou-se cardinal e, mais tarde, Papa, com o nome de Clemente VII.

## Assassinato

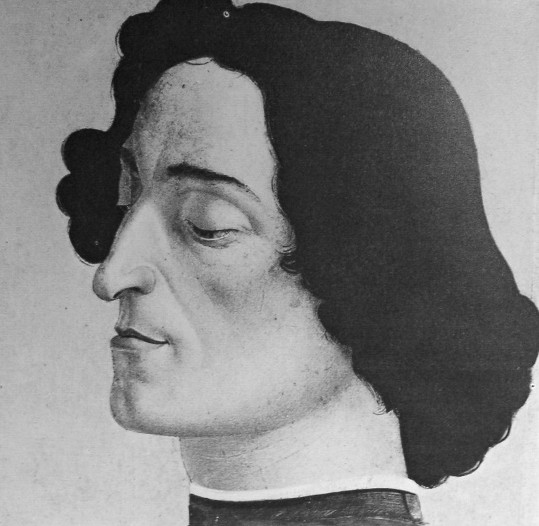
Pormenor de Retrato de Juliano de Médici de Sandro Botticelli.

Juliano foi assassinado dentro da Catedral de Florença na Conspiração dos Pazzi, que tentou afastar os Médici do governo, no domingo de Páscoa de 1478. Esta era já a segunda tentativa de assassinato de Juliano e do seu irmão por parte da família Pazzi. O plano original consistia em envenenar os irmãos num almoço em 19 de abril, mas Juliano, que estava doente, não pôde comparecer. Assim, o assassinato foi adiado para a semana seguinte. Os assassinos foram convidados para o banquete que os Medici iriam oferecer depois da missa da Páscoa e deveriam prosseguir com o assassinato depois da refeição. Porém, pouco antes da missa, os assassinos descobriram que Juliano ainda estava doente e não estaria presente no banquete, pelo que foi tomada a decisão apressada de assassinar os irmãos durante a cerimónia religiosa. O local sagrado fez com que um dos assassinos originais desistisse, pelo que foram contratados dois padres para o substituir.
Em virtude da sua doença e de uma infeção numa perna, Juliano precisou de ajuda para chegar à catedral. Essa ajuda foi providenciada por Bernardo Bandini e Francesco de Pazzi, os seus assassinos, que o foram buscar pessoalmente. No caminho, um dos conspiradores abraçou Juliano para verificar se ele vestia a sua cota de malha. Não era o caso, devido à sua infeção e também não tinha a sua faca.
Os assassinos escolheram o momento da elevação da hóstia para dar início ao seu ataque. Quando os devotos baixaram as suas cabeças, Bernardo Baroncelli apunhalou Juliano nas costas. Francisco de Pazzi seguiu Bernardo e apunhalou Juliano várias vezes no peito. No total, Juliano foi apunhalado entre doze a dezanove vezes.
De seguida, um dos padres correu na direção de Lourenço e tentou apunhalá-lo no ombro, porém falhou o alvo e atingiu levemente o seu pescoço. Lourenço conseguiu fugir e esconder-se na sacristia, escapando apenas com um corte no pescoço.
Após um funeral modesto, a 30 de abril de 1478, Juliano foi enterrado no túmulo do seu pai na Basílica de São Lourenço em Florença, mas mais tarde os seus restos mortais e os de Lourenço foram transferidos para a Capela dos Médici na mesma igreja, num túmulo que se encontra por baixo de uma estátua de Nossa Senhora e o Menino de Miguel Ângelo.

### Consequências
A Conspiração dos Pazzi falhou assim que a população de Florença descobriu que Lourenço de Médici tinha sobrevivido. Algumas horas depois do assassinato de Juliano, alguns dos conspiradores que haviam sido detidos no Palazzo dei Signori foram lançados das janelas do segundo andar do palácio, caindo na praça. Uma multidão em fúria despiu os corpos e trucidou-os. Francesco de Pazzi e Bernardo Barocelli foram enforcados em praça pública poucas horas depois do ataque.
Juliano e os Médici gozavam de uma grande popularidade junto da população de Florença, que não hesitou em participar na vingança contra os Pazzi. Nos dias que se seguiram, os membros da família Pazzi foram capturados, exilados ou executados e outros que participaram no golpe foram detidos, agredidos, mutilados e enforcados.
O ataque dos Pazzi acabou por cimentar o poder de Lourenço o Magnífico em Florença, que passou a contar com um grande apoio da população e já não tinha a ameaça dos Pazzi.

## Representações na arte

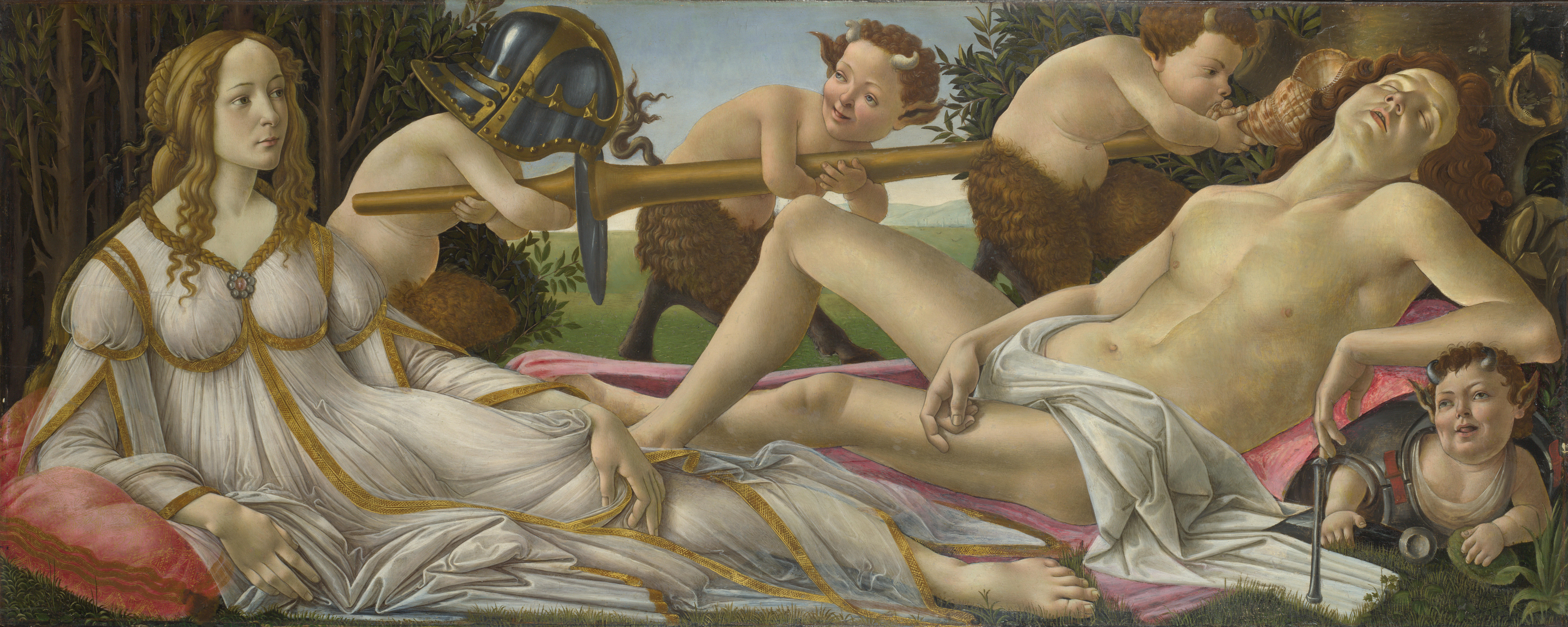
Vénus e Marte de Sandro Botticelli. Juliano de Médici terá servido de modelo para a pintura.

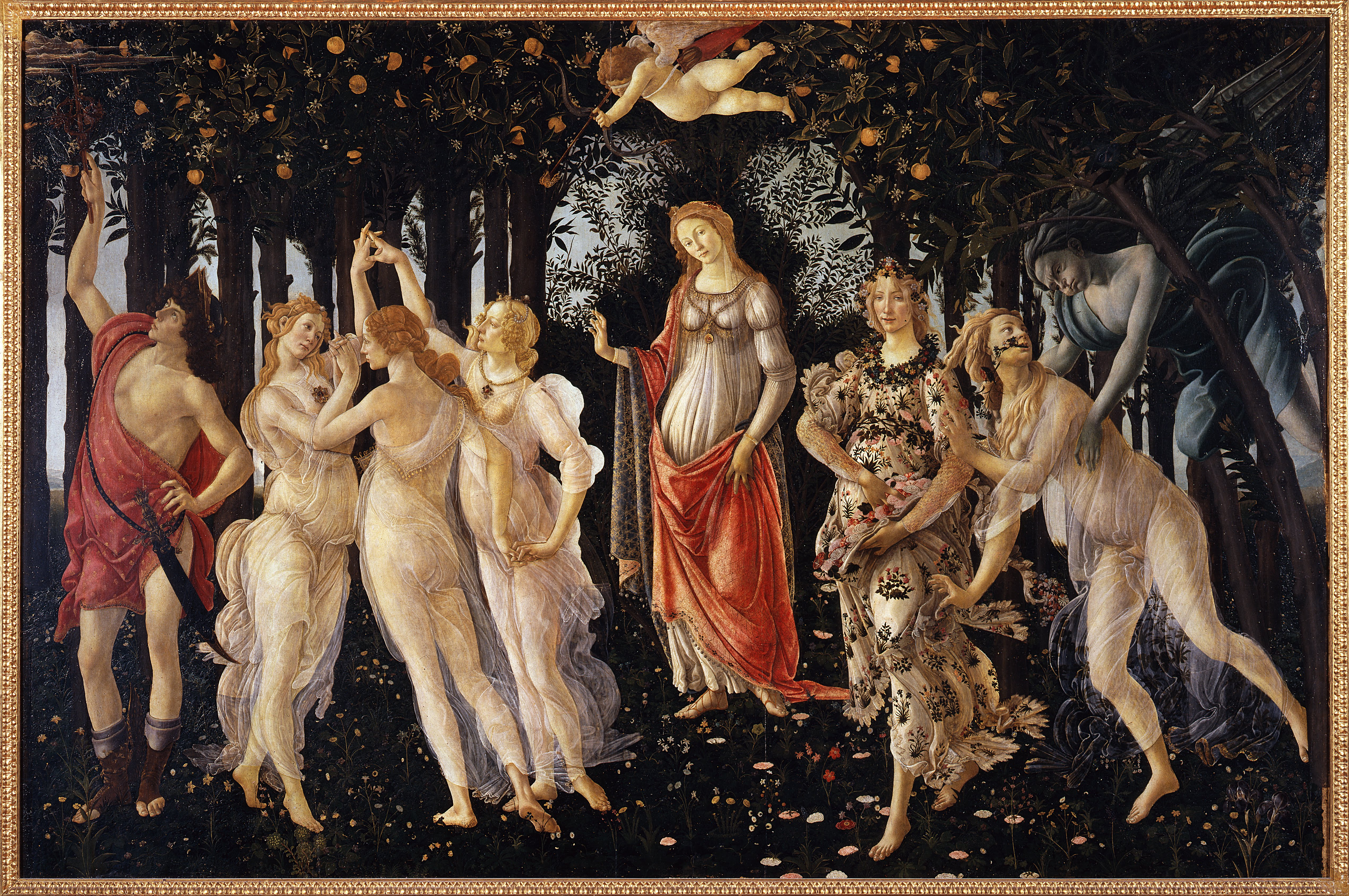
A Primavera de Sandro Botticelli. Segundo algumas interpretações, Juliano de Médici serviu de modelo para Mercúrio, que surge à esquerda do quadro.

Por ser popular e jovem, a morte de Juliano chocou Florença. Nos anos que se seguiram, foram encomendados vários retratos de Juliano para exposição pública que serviram para o homenagear e para dissuadir outros conspiradores. O mais famoso, Retrato de Giuliano Medici, pertence a Botticelli. O facto de Juliano surgir de olhos fechados neste retrato parece sugerir que o retrato foi pintado a partir de uma máscara de morte.
Juliano terá servido de modelo para Marte no famoso Vénus e Marte de Botticelli, e, segundo algumas interpretações, terá sido o modelo de Mercúrio na obra A Primavera. Em ambas as obras, surge também a figura feminina que muitos consideram ser baseada em Simonetta Vespucci, uma nobre de Florença considerada a mulher mais bonita do Renascimento e que, segundo alguns rumores, terá sido amante de Juliano.
Uma das interpretações de A Primavera diz que a obra é uma homenagem a Juliano de Médici e Simonetta Vespucci que morreram jovens, de forma trágica e com uma diferença de exatamente dois anos entre eles. Segundo esta interpretação, as duas figuras na esquerda do quadro, de Mercúrio e de uma das Três Graças, baseiam-se em Juliano e Simonetta e Cupido, no topo do quadro, está a disparar uma seta de amor na sua direção.
No entanto, esta interpretação é bastante contestada por vários motivos. Não existem provas e é até bastante improvável que Juliano e Simonetta fossem amantes: o marido de Simonetta, Marco Vespucci era um aliado da família Médici e uma relação entre eles seria um grande risco político. Além disso, não existem provas de que Simonetta ou Juliano fossem modelos de Botticelli e a ideia é mesmo considerada um "mito romântico" pelo historiador Ernst Gombrich. O historiador Leopold Errlinger descreveu esta interpretação como "ridícula".